# 14988 Tryggvason
14988 Tryggvason este un asteroid din centura principală de asteroizi.

## Descriere
14988 Tryggvason este un asteroid din centura principală de asteroizi. A fost descoperit pe 25 octombrie 1997 la Kitt Peak National Observatory în cadrul proiectului Spacewatch. Asteroidul prezintă o orbită caracterizată de o semiaxă mare de 3,02 ua, o excentricitate de 0,34 și o înclinație de 8,4° în raport cu ecliptica.